# Украинская анимация
Украинская анимация — анимация или мультипликация, которая создавалась в УССР и на территории Украины.

## УССР
История украинской анимации началась в 1927 году, когда на Одесской фабрике художник-аниматор Вячеслав Левандовский создал кукольный мультфильм «Сказка про соломенного бычка», по мотивам сказки Александра Олеся «Бычок ‒ смоляной бочок» . Из мультфильма уцелело только несколько кадров.
В 1934 году в Одессе был создан графический мультипликационный фильм «Мурзилка в Африке», снятый учениками Левандовского: C. Гуецкий и Е. Горбач, которые через год выпустили мультфильм «Тук-Тук и его приятель Жук». В 1950-х годах на киевской студии появился Ипполит Лазарчук,а в 1961 году он снял Приключения Перца. Над этим мультфильмом работал также Давид Черкасский, режиссёр «Остров сокровищ». Хотя ни у кого из команды Ипполита в то время не было опыта в создании анимации, результат оказался успешным.
В 1967 году на «Киевнаучфильм» пришло письмо от жителя Запорожья с просьбой снять фильм «Как казаки кулеш варили».
Всего было снято 9 мультфильмов, в том числе: «Как казаки в футбол играли», «Как казаки невест выручали», «Как казаки соль покупали», «Как казаки олимпийцами стали», «Как казаки мушкетёрам помогали», «Как казаки в хоккей играли».
В 1976 году вышли первые серии мультсериала «Приключения капитана Врунгеля» по мотивам повести Андрея Некрасова, в котором звучит фраза: «Как вы яхту назовете, так она и поплывет». Есть персонаж агент Ноль-ноль-икс (пародия на агента 007) и гангстеры Джулико Бандитто и Де ля Воро Гангстеритто. В 1980 году выходит мультфильм Капитошка, а в 1981 году — мультфильм Алиса в стране чудес.
В 1984 году на студии «Киевнаучфильм» сняли мультфильм «Как Петя Пяточкин слоников считал», автором персонажа и сценария была Наталья Гузеева.
В начале 1990 года, в результате распада СССР, архивы Киевнаучфильма были полностью уничтожены, сохранились лишь фоновые заставки, эскизы к уже отснятым мультфильмам и некоторые нереализованные сценарии.

## СовременнаяУкраина
Считается что большинство современных украинских аниматоров являются учениками Евгения Сивоконя.